# Vitória S.C.
Vitória Sport Clube, thường được biết đến với tên Vitória de Guimarães, là một câu lạc bộ bóng đá chuyên nghiệp Bồ Đào Nha có trụ sở ở Guimarães đang chơi ở giải Primeira Liga, hạng đấu cao nhất của bóng đá Bồ Đào Nha.
Câu lạc bộ có thành tích tốt nhất ở Primeira Liga khi họ kết thúc ở vị trí thứ ba 4 lần, lần gần đây nhất là vào mùa giải 2007–08. Họ đã giành được một Cúp quốc gia Bồ Đào Nha và một Siêu cúp Bồ Đào Nha.

## Cầu thủ

### Đội hình hiện tại
Tính đến ngày 6/3/2024
Ghi chú: Quốc kỳ chỉ đội tuyển quốc gia được xác định rõ trong điều lệ tư cách FIFA. Các cầu thủ có thể giữ hơn một quốc tịch ngoài FIFA.
| Số | VT | Quốc gia    | Cầu thủ                  |
| -- | -- | ----------- | ------------------------ |
| 2  | HV | Bồ Đào Nha  | Miguel Maga              |
| 3  | HV | Venezuela   | Mikel Villanueva         |
| 4  | HV | Bồ Đào Nha  | Tomás Ribeiro            |
| 6  | TV | Bồ Đào Nha  | Manu Silva               |
| 8  | TV | Bồ Đào Nha  | Tomás Händel             |
| 10 | TV | Bồ Đào Nha  | Tiago Silva              |
| 11 | TĐ | Bồ Đào Nha  | Jota Silva               |
| 14 | TM | Cabo Verde  | Bruno Varela (đội phó)   |
| 17 | TV | Bồ Đào Nha  | João Mendes              |
| 18 | TĐ | Cabo Verde  | Telmo Arcanjo            |
| 19 | HV | Bồ Đào Nha  | Ricardo Mangas           |
| 21 | TV | Bồ Đào Nha  | André André (đội trưởng) |
| 22 | TĐ | Tây Ban Nha | Adrián Butzke            |
| 24 | HV | Croatia     | Toni Borevković          |
| 27 | TM | Brasil      | Charles                  |

| Số | VT | Quốc gia   | Cầu thủ                       |
| -- | -- | ---------- | ----------------------------- |
| 28 | TV | Bồ Đào Nha | Zé Carlos                     |
| 29 | HV | Pháp       | Mamadou Tounkara              |
| 37 | TĐ | Brasil     | Kaio César (mượn từ Coritiba) |
| 44 | HV | Bồ Đào Nha | Jorge Fernandes               |
| 52 | HV | Bồ Đào Nha | Alberto Costa                 |
| 53 | TM | Bồ Đào Nha | Rafa Oliveira                 |
| 64 | TV | Bồ Đào Nha | Gonçalo Nogueira              |
| 72 | HV | Bồ Đào Nha | Afonso Freitas                |
| 76 | HV | Angola     | Bruno Gaspar                  |
| 77 | TV | Bồ Đào Nha | Nuno Santos                   |
| 79 | TĐ | Bồ Đào Nha | Nélson Oliveira               |
| 87 | TĐ | Bồ Đào Nha | Jota Pereira                  |
| 91 | TM | Bồ Đào Nha | José Ribeiro                  |
| 92 | TV | Bồ Đào Nha | Diogo Sousa                   |
| 98 | TV | Bồ Đào Nha | Rodrigo Duarte                |

### Cho mượn
Ghi chú: Quốc kỳ chỉ đội tuyển quốc gia được xác định rõ trong điều lệ tư cách FIFA. Các cầu thủ có thể giữ hơn một quốc tịch ngoài FIFA.
| Số | VT | Quốc gia   | Cầu thủ                                                           |
| -- | -- | ---------- | ----------------------------------------------------------------- |
| —  | HV | Bồ Đào Nha | Rafa Soares (tại SD Eibar đến ngày 30 tháng 6 năm 2020)           |
| —  | TĐ | Bồ Đào Nha | Alexandre Guedes (tại Vegalta Sendai đến ngày 1 tháng 7 năm 2020) |
| —  | TV | Bồ Đào Nha | João Correia (tại Chaves đến ngày 1 tháng 7 năm 2020)             |

| Số | VT | Quốc gia | Cầu thủ                                                       |
| -- | -- | -------- | ------------------------------------------------------------- |
| —  | TĐ | Colombia | Óscar Estupiñán (tại Denizlispor đến ngày 1 tháng 7 năm 2020) |
| —  | TĐ | Brasil   | Welthon (tại Paços de Ferreira đến ngày 1 tháng 7 năm 2020)   |
| —  | TĐ | Colombia | Sebastián Rincón (tại Aldosivi đến ngày 1 tháng 7 năm 2020)   |